# A hajnal
A hajnal  (francia címén L’Aube) egy 1985-ben izraeli koprodukcióban forgatott francia filmdráma, Elie Wiesel 1961-ben megjelent azonos című novellája alapján. Forgatókönyvírója és rendezője Jancsó Miklós. 
Világpremierje az 1986-os Berlini Nemzetközi Filmfesztivál versenyprogramjában volt; Magyarországon 1988. december 8-án került a nagyközönség elé.

## Cselekménye
A 18 éves, családját, rokonait elvesztett Elisha, miután túlélte Auschwitzot és Buchenwaldban felszabadult, nem akar többé visszatérni hazájába, a Kárpátok alá, ezért Párizsba megy. Egy segélyszervezet nyári táborában próbál fizikailag megerősödni, s a történteket lelkileg feldolgozni, amikor megkeresi Gad, aki rábeszéli, menjen vele, biztosítsa saját és sorstársai szabad jövőjét, csatlakozzon az izraeli állam majdani megalapítóihoz, s a zsidó titkos hadsereg tagjaként harcoljon az angolok kíméletlen palesztinai uralma ellen. Palesztinába csempészik, s a kiutasítást elkerülendő, mint szabré – őslakó zsidó – kap új identitást. A "szabadság katonái" lopott dzsippel és egyenruhában behatolnak egy katonai bázisra fegyvert szerezni, ám az akció kudarcba fullad. Az angolok egyiküket, az ugyancsak kárpátaljai Kálmán Dávidot, új nevén David ben Moshét elfogják, s a rögtönítélő bíróság terrorizmus vádjával halálra ítéli. Kegyelem nincs, mert az angolok részéről az a gyengeség jele lenne. David lesz a tizedik ilyen címen kivégzett személy. A zsidó terrorista szervezet vezetője, az Öreg úgy döntött, hogy az erőszakra erőszakkal fognak válaszolni: ezentúl minden elfogott és kivégzett ellenállóért agyonlövet egy angol túszt. Foglyul ejtik a brit ezred egy 41 éves tisztjét, és a Szabadság Hangja nevű illegális rádióadójukon megüzenik: amennyiben másnap hajnalban sor kerül David kivégzésére, ők ugyanakkor megölik John Dawsont századost. A feladatra Elishát jelölik ki. A fiúnak egy egész éjszakája van arra, hogy leküzdve súlyos lelkiismereti válságát, felkészüljön a hóhér szerepére. 
Az istenes életre és nem erőszakra nevelt ifjú hosszasan vívódik arra keresve a választ magától és társaitól, hogy szabad-e megszegni a „Ne ölj!” szigorú parancsolatát? Beszennyezheti-e kezét egy embert vérével, aki ugyanolyan ártatlan ez ügyben, mint a gázkamrában meggyilkolt szülei, ismerősei? Szabad-e ölni az életben maradásért, a személy, tágabb értelemben pedig egy nép szabadságért? Épülhet-e az ember és a nemzet szabadságának szobra halálra ítéltek testéből? Aljasság-e fegyvertelen embert megölni, még ha ő a megszálló hadsereg tagja is? Jogos lehet-e igazságtalanság árán elérni az igazságot, könnyek árán egy nép boldogságát?
A hosszúra nyúlt éjszaka mély önvizsgálattal telik el, s a hóhér és áldozata tragikus találkozásával és párbeszédével végződik. Hajnali 5 órára Elisha megtalálja a megoldást erkölcsi dilemmájára, közben megvédi tettét halottaival szemben is, akik vádlóan, bírálóan jelennek meg sorra, hogy tanúi legyenek a kivégzésnek. Így lesz a végzetes hajnal egy gyötrő éjszaka lezárása és egy ragyogó új nap kezdete...

## Szereplők
- Redjep Mitrovitsa – Elisha
- Michael York – John Dawson
- Philippe Léotard – Gad
- Christine Boisson – Iliana
- Serge Avedikian – Yoav
- Paul Blain – David
- Laurent Allaire – Moise
- Igor Brover
- David Bursztein
- Philippe Haudiquet

## A filmről
A filmben fellelhetők a Jancsóra jellemző formai jegyek; a színészek vagy a kamera folyamatos mozgatása, a hosszú snittek; közülük leghosszabb – hét és fél perces – az asztal körül ülő terrorista csoport tagjait mutatja, akik mindannyian elmesélik életük egy-egy drámai mozzanatát, miközben a kamera folyamatosan körbejárja őket. Szokatlanul nagy számban fordulnak elő belső felvételek. A beszűkített látómező a hangsúlyt a szereplők szóbeli közlendőjére helyezi. A terrorista csoport zárt világának ábrázolásához a rendező szokásához híven felhasználta a koreográfia nyelvezetét, a testbeszédet, valamint a test rugalmasságának és plasztikusságának kifejező erejét.
A 93 perces (2743 m) filmet 32 mm-es negatívra forgatták, alapvetően két helyszínen, La Ciotat-ban és Izraelben.
Jancsó a filmet eredetileg Raoul Coutard-ral, az új hullám egyik legnagyobb operatőrével (Kifulladásig) kezdte forgatni, ám ő csak a vázát tudta megcsinálni a Jancsó-féle képi világnak, mivel az elkészült felvételeken egyértelműen kiderült, mi hogyan változik, ki hogyan mozog a térben. 1985 júliusában Armand Marco vette át tőle a stafétabotot, akit Jancsó Nyika segített az operatőri munkában.
Az elkészült alkotást 1986 februárjában a Berlini Nemzetközi Filmfesztivál versenyprogramjában mutatták be. Forgalmazásával kapcsolatban azonban gondok adódtak. A film francia producere, Evelyne July nem fizette ki az alapmű szerzője, Elie Wiesel számára a jogdíjat – egyébként Jancsó Miklós honoráriumát sem –, ezért az író beperelte a produkciós céget. Az ítéletnek megfelelően meg kellett semmisíteni a film negatívját.
A pereskedés miatt a film hazai mozihálózatba való kerülése elhúzódott. Zárt körű vetítéseken azonban, rendszerint a rendezővel való találkozóval egybekötve, több alkalommal is vetítették, például 1987. augusztus 14-én az egri filmművészeti nyári egyetem programjában, vagy december 16-án a zuglói Kassák Klubban. Végül is Magyarországon egyetlen, a MOKÉP által feliratozott kópia maradt meg, amely – francia filmként – 1988. december 8-án került a mozikba. A 187 vetítés során 11 974 néző tekintette meg, a forgalmazó Budapest Film bevétele 199 000 forint volt.

### Remake
Elie Wiesel A hajnal (L'Aube) című kisregényéből Romed Wyder svájci rendező, forgatókönyvíró és producer 2014-ben ugyancsak forgatott filmet Dawn címmel, svájci-brit-német-izraeli koprodukcióban, Joel Basman, Jason Isaacs és Sarah Adler főszereplésével.